# Vlasta Průchová
Vlasta Průchová (12. července 1926 Ružomberok – 16. června 2006 Praha) byla česká jazzová zpěvačka, manželka MUDr. Jana Hammera st. a matka skladatele a hudebníka Jana Hammera.
Byla průkopnicí českého jazzového repertoáru, mimo jazzu se věnovala i české populární písni. Účinkovala s Karlem Gottem, Milanem Chladilem nebo s Evou Pilarovou. Pomáhala také mladým začínajícím muzikantům, například Emilovi Viklickému. S manželem strávila jeden rok na studijním pobytu v USA. Poté, co její syn Jan Hammer odešel v roce 1968 do emigrace, stala se pro komunistický režim nepohodlnou a nesměla dále nahrávat. Do nahrávacího studia se vrátila až v roce 1992.

## Život
Narodila se v Ružomberku, s manželem MUDr. Janem Hammerem st. se poznala v roce 1941. V roce 1943 již oznámili své zasnoubení, ale brali se až v roce 1947. Sňatkem změnila příjmení na Hammerová, na veřejnosti nadále užívala příjmení Průchová. V roce 1948 se jí narodil syn Jan Hammer ml. (později též hudebník) a Jan Hammer st. dokončil lékařská studia. Od konce 40. let 20. stol. vystupovala jako zpěvačka společně s manželem, který pracoval jako lékař v pražské Thomayerově nemocnici. V roce 1962 vystoupila v televizi v pořadu Vysílá studio A s tehdy ještě neznámým zpěvákem Karlem Gottem a nazpívali spolu duet Až nám bude dvakrát tolik, který se stal hitem. Po emigraci syna Jana v roce 1968 byla její vystoupení omezována a nemohla nahrávat.

## Ocenění
- V Česku byla Vlasta Průchová běžně označována za první dámu jazzu[6]
- V roce 2002 obdržela ocenění – Medaili Josefa Hlávky.[7]
- V roce 2003 jí byla udělena Medaile za zásluhy II. stupně[2]

## Diskografie
- Docela všední obyčejný den / 20x Vlasta Průchová (Bonton 1997)
- Všechno je prosté (1961, hudba Jan Hammer st., doprovod TOČR)
- The Man I Love (1965, hudba G.Gershwin, doprovod Junior Trio)
- Tonight (1992, doprovod Swinging Quintet)

## Filmografie
V roli zpěvačky vystoupila ve filmech:
- 1950 V trestném území (zpěvačka, písně Hejno vran a Modré blues)
- 1971 Svatba bez prstýnku (zpěv, píseň neurčena, film podle románu Jana Otčenáška Kulhavý Orfeus)
- 2008 Trofej (TV film, píseň Měsíc bdí za tvůj dům)

Vystoupila též v dokumentech:
- 1973 Vyprávěj mi o Praze (TV film)
- 1995 GENUS (TV cyklus)